# تشارلي مور (لاعب كرة قدم)
تشارلي مور (بالإنجليزية: Charlie Moore)‏ (3 يونيو 1898 في المملكة المتحدة - 9 مارس 1966) هو لاعب كرة قدم إنجليزي في مركزي الدفاع والظهير. لعب مع مانشستر يونايتد ونادي هدنسفورد تاون.